# Странствующий рыцарь (фильм)
«Странствующий рыцарь» (кит. 英雄本色, букв. Истинный облик героя) — гонконгский фильм режиссёра Дин Шаньси, вышедший в 1973 году.

## Сюжет
Линь Хошэн — молодой парень, работающий таксистом. Он часто устраивает драки и из-за этого постоянно сталкивается с проблемами. Его отец, Линь Минцзун, недоволен такой жизнью сына. Каждый раз Хо обещает ему перестать драться, но всё повторяется снова и снова. В это же время в город приезжают три японца. С самого детства в них воспитывали ненависть к одному и тому же человеку — Линь Минцзун. Во время войны он служил под командованием капитана Мисимы — отца японцев. И по его вине капитан Мисима покончил жизнь самоубийством. Японцы намерены покончить с Линь Минцзуном, но на их пути встаёт его сын, вынужденный защищать свою семью.

## В ролях
| Актёр         | Роль             |
| ------------- | ---------------- |
| Джимми Ван Юй | Линь Хошэн       |
| Ясуаки Курата | Тэцуро           |
| Эдди Коу      | кузен Вань Сюн   |
| Чэнь Пэйлин   | Мэй Хуа          |
| Се Цзиньцзюй  | Мастер           |
| Вэй Су        | Линь Минцзун     |
| Лун Фэй       | Масаки           |
| Шань Мао      | Такито           |
| Чэнь Инфэн    | Линь Юэфэн       |
| И Юань        | покупатель яблок |
| Гэ Сяобао     | Сяо Пао          |
| Тан Чживэй    | младший брат     |
| Нг Тункхиу    | боец с мечом     |
| Е Цинбяо      |                  |